# Ernestia
Ernestia es un género que comprende 19 especies descritas y de estas, solo 6 aceptadas. de plantas fanerógamas pertenecientes a la familia Melastomataceae. Es originario de Brasil.

## Taxonomía
El género fue descrito por Augustin Pyrame de Candolle  y publicado en Prodromus Systematis Naturalis Regni Vegetabilis 3: 121, en el año 1828.

## Especies
- Ernestia cataractae Tutin	J. Bot. 22: 308	1934
- Ernestia cordifolia O.Berg ex Triana	Trans. Linn. Soc. London 28(1): 36	1871 [1872]
- Ernestia maguirei	Wurdack
- Ernestia pullei	Gleason	Recueil Trav. Bot. Néerl. 32: 203	1935
- Ernestia quadriseta	O. Berg ex Triana	Trans. Linn. Soc. London 28(1): 35-36	1871 [1872]
- Ernestia tenella	(Bonpl.) DC.	Prodr. 3: 121	1828